# Edwardsiana ulmiphagus
Edwardsiana ulmiphagus är en insektsart som beskrevs av Wilson och Claridge 1999. Edwardsiana ulmiphagus ingår i släktet Edwardsiana och familjen dvärgstritar. Enligt den finländska rödlistan är arten nära hotad i Finland. Arten är reproducerande i Sverige. Artens livsmiljö är lundskogar. Inga underarter finns listade i Catalogue of Life.